# Victoria Mxenge
Victoria Nonyamezelo Mxenge (née le 1er janvier 1942 à King William's Town en Afrique du Sud et morte le 1er aout 1985 à Umlazi en Afrique du Sud) est une avocate et une militante anti-apartheid. 

## Biographie
Victoria Mxenge est née dans le village de Tamara situé sur la commune de King William's Town dans l'est de la province du Cap. Elle est la fille de Wilmot Goso and Nobantu Ntebe. 
Formée comme infirmière, elle épouse Griffiths Mxenge et déménage dans la province du Natal où elle est sage-femme à l'hôpital King Edward et infirmière communautaire dans le township d'Umlazi. 
En 1965, en vertu de la loi sur la répression du communisme, son mari est condamné et emprisonné pendant deux ans sur Robben Island. 
En 1981, Victoria Mxenge obtient un diplôme en droit de l'Université d'Afrique du Sud et est admise au barreau. Elle rejoint l'Organisation des femmes de Natal, une structure affiliée au front démocratique uni (UDF). 
Le 19 novembre 1981, son mari est assassiné. Elle récuse les accusations du général Coetzee affirmant que le congrès national africain est responsable de l'assassinat. Elle continue à pratiquer le droit et à intervenir dans la défense des prévenus contre les maltraitances et violences policières. En 1984, elle est notamment, devant la Cour suprême de Pietermaritzburg, l'une des avocates de la défense dans le procès mené contre les dirigeants du Front démocratique uni (UDF) et du Natal Indian Congress (NIC).
En juillet 1985, elle participe aux funérailles de Matthew Goniwe, de Fort Calata, de Sparrow Mkhonto et de Sicelo Mhlauli (les 4 de Cradock), 4 militants anti-apartheid tués par les forces de sécurité.
Quelques jours plus tard, le 1er août 1985, quatre hommes abattent Victoria Mxenge dans l'allée de sa maison à Umlazi. Selon un rapport de la SAPA, elle aurait reçu 5 balles dans le torse, mais se tenant toujours debout, son tueur l'aurait achevé à la hache. Elle fut tuée devant ses enfants. Son meurtre provoque des manifestations étudiantes et un boycott d'une semaine des cours. 10 000 personnes auraient assisté à son enterrement où son cercueil fut recouvert du drapeau de l'ANC, et des émeutes éclatèrent, menant à la mort par jets de pierres d'un soldat qui passait par là.
En 1987, le magistrat refuse d'ouvrir une enquête officielle.
Dans son rapport [lequel parmi 6?], la Commission de la vérité et de la réconciliation (entre 1998 et 2002) attribue l'assassinat de Victoria à Marvin Sefako (acte qu'il a reconnu en 1990 avec de nombreux autres crimes mais fut relâché en 1991) et au brigadier Peter Swanepoel. Sefako aurait agi pour le compte de la "Security Branch", une section de la Police sud-africaine.

## Honneurs
- 2006 : National order of the Order of Luthuli in Silver[1]

## Nom de rue
- A Évreux (Normandie), une rue porte le nom de Victoria Mxenge.
- A Beauvais (Oise), une rue porte également le nom de Victoria Mxenge.

## Sources
- (en) Biographie
- (en) Griffiths and Victoria Mxenge